# Sugar Ray Leonard
Sugar Ray Leonard, pseudonimo di Ray Charles Leonard (Rocky Mount, 17 maggio 1956), è un ex pugile statunitense.
Viene unanimemente considerato uno dei pugili più forti di ogni epoca e uno dei migliori pesi welter di sempre. I suoi match contro Thomas Hearns, Roberto Durán e Marvin Hagler sono incontri di pugilato indimenticabili.
È stato eletto da Sports Illustrated "Atleta dell'anno" 1981 e Fighter of the year da Ring Magazine nel 1979 e 1981.
Il suo match contro Thomas Hearns nel 1981 è stato nominato da Ring Magazine Fight of the year, come pure quello del 1987 contro Marvin Hagler.
Anche la International Boxing Hall of Fame lo ha riconosciuto fra i più grandi pugili di ogni tempo.

## La nascita di una stella
Cominciò a combattere da dilettante già nei primi anni settanta del XX secolo e nel 1972, a 16 anni, diventò campione nazionale dei pesi leggeri. Fu proprio nel 1972 che, in accordo con il suo trainer, Dave Jacobs, mentì sull'età per partecipare alle selezioni delle Olimpiadi del 1972. Tentando di realizzare il peso di 132 libbre corse per un giorno intero attorno su una pista di atletica e a fine serata svenne e ciò gli precluse i giochi olimpici di quell'anno.
Leonard però si rifece bissando nel 1973 il successo nei pesi leggeri rivincendo i Golden Gloves esattamente come l'anno prima.
Ma fu nel 1974 che Leonard realizzò un capolavoro passando nei superleggeri, vincendo per la terza volta consecutiva i Golden Gloves e centrando l'altrettanto prestigioso torneo nazionale AAU. L'anno successivo decise di non partecipare ai Golden Gloves e si limitò a doppiare il successo nel torneo nazionale AAU.
Nel 1975, a 19 anni, vinse l'oro nei giochi Panamericani nei superleggeri, primo successo internazionale da dilettante.

## Il cruciale 1976
Il 1976 fu per Leonard un anno di rivincita: vendicare l'esclusione di quattro anni prima. Nell'inverno di quell'anno la sua compagna, Juanita Wilkinson, conosciuta a 14 anni, gli annunciò che stava aspettando un bambino, ma ciò non lo turbò e andò alle Olimpiadi come peso welter e si distinse per classe e fantasia, fino ad arrivare alla finale (dopo aver eliminato via via sempre con verdetto ai punti lo svedese Carlsson, il sovietico Limasov, il britannico McKenzie, il tedesco orientale Beyer e in semifinale il polacco Szczerba) contro il temutissimo cubano Andres Aldama, anch'egli diciannovenne. Nonostante il temibile score di Aldama (quattro KO tecnici con il turco Burcu, il dominicano Sanchez, l'ungherese Nagy e in semifinale il bulgaro Kolev), Leonard compì un autentico capolavoro mandandolo al tappeto due volte, provocando così lo stop arbitrale: Ray Leonard fu oro.

## Gli inizi da professionista
Dopo il successo olimpico Ray Charles Leonard pensa di lasciare il pugilato, sentendosi già realizzato. Ma nel 1977 Ray, appena iscrittosi all'università del Maryland, è costretto a tornare a combattere. Impossibilitato a mantenere il figlio, di cui la stampa ha scoperto l'esistenza, Leonard decide di combattere fra i professionisti. Oltre al bambino, però, la seconda grande motivazione nel ritorno alla boxe è la malattia del padre, che necessita di cure costose per guarire da un tumore.
Leonard ebbe il merito di crearsi un team vincente: oltre agli storici trainers Janks Morton e Dave Jacobs, si avvalse di Angelo Dundee, allenatore di Muhammad Ali, e chiamò l'avvocato Mike Trainer come manager (scartando fra gli altri Don King). 
Il cinque febbraio 1977 Leonard debuttò sul ring professionistico contro Luis Vega: stravinse ai punti (tre volte 30 - 24) e il suo match fu trasmesso in televisione, che da allora decise di seguire il talentuoso pugile di bell'aspetto, facendogli subito guadagnare molti soldi: ma Leonard aveva l'anima del combattente e la mentalità da campione e non saliva sul ring solo per i soldi. È il leggendario Muhammad Ali che fa nascere in Sugar Ray Leonard la mentalità da campione, parlandogli privatamente in una seduta di allenamento: da quel momento, per Leonard, Ali diventa un maestro ed un idolo.

## Una ascesa irresistibile
Con la costante presenza della televisione ad immortalarne le prodezze pugilistiche, Leonard diventa immediatamente un pugile da main event pur non avendo ancora una cintura alla vita. Ray Leonard vince i primi 25 match professionistici con una buona percentuale di KO nella categoria dei pesi welter; Randy Shields (31-4-1), Daniel Aldo Golzales (52-2-4).

### Il titolo NABF
Contro Peter Ranzany (45-3-1), detentore della cintura nordamericana dei pesi welter, l'unico ostacolo per il titolo mondiale di categoria, Leonard sbriga la pratica in quattro round. Basta una sola difesa, appena un mese dopo, contro Andy Price, per spalancare nel 1979 al ventitreenne Ray le porte del titolo mondiale.

## Consacrazione
Amato per la sua aria da bravo ragazzo, Leonard non è dato per favorito nei pronostici contro Wilfred Benitez. Benitez (38-0-1), imbattuto peso welter portoricano, nel 1976 aveva vinto il titolo WBA dei superleggeri difendendolo poi due volte, poi nel 1979 era passato di categoria conquistando contro Carlos Palomino la versione WBC del titolo dei welter e difendendolo una volta prima di incontrare Leonard.
Sugar Ray, con Angelo Dundee presenza fissa all'angolo, riesce a vincere più riprese di Benitez e, in vantaggio sui cartellini dei giudici, manda al tappeto un esausto Benitez: vince quindi per KO tecnico la cintura WBC dei pesi welter. Appena quattro mesi dopo la difende vittoriosamente contro Dave Green.

## La doppia sfida contro Roberto Durán
Nel 1980, a Montréal, là dove quattro anni prima Leonard aveva vinto la medaglia olimpica, il campione del mondo difende la cintura contro una leggenda vivente: Roberto Durán. Soprannominato “Manos De Piedra” per i suoi pugni e per la boxe violenta e aggressiva, Roberto Durán vanta un record di 70 vittorie ed una sola sconfitta, doppiamente vendicata, contro il grandissimo Esteban de Jesús. Campione per parecchi anni nei pesi leggeri, il panamense è all'esordio nei pesi welter. Non smentendo la sua natura folle e aggressiva, Durán nei mesi antecedenti al combattimento insulta Leonard e la moglie. Per vendicare le offese subite, Leonard decide di combattere Durán flat-footed ovvero rispondendo colpo su colpo alla sua furia selvaggia. Lo scontro feroce si protrae per quindici lunghi round nei quali i pugili si scambiano colpi di intensità incredibile. È però Roberto Durán a vincere di pochissimo un'unanime vittoria: 144-145, 147-147, 144-146. Battuto anche nello spirito, Leonard pensa addirittura di ritirarsi dalla boxe. Deciso a ritrovarsi come pugile e come persona Leonard chiude con il suo storico trainer Dave Jacobs e si trasferisce alla Hawaii, ove si allena duramente. Insiste per riavere una rivincita conto Durán e il campione panamense gliela accorda.

### Il "No Más"
Il 25 novembre 1980 Ray Leonard sale sul ring a New Orleans con il solo Angelo Dundee all'angolo e adotta una tattica opposta a quella del primo match: usando movimenti laterali, un uso ossessivo del jab e un eccellente gioco di gambe, Leonard tiene a distanza Durán, imponendogli un tipo di boxe poco gradito. Nel corso del match, inoltre, Leonard comincia a provocare Durán con mossette irridenti, non permettendogli di avvicinarsi pungolandolo con il jab sinistro (Leonard stesso anni dopo descriverà così la sua tattica: "per battere un bullo dovevo combattere da bullo"). Durán, nell'ottavo round, indietro di un solo punto sui cartellini, volta le spalle a Leonard e pronuncia (forse) lo storico "No Más". La causa dell'abbandono del panamense è dibattuta ancora oggi; Durán ha citato più volte dolorosi crampi allo stomaco aggiungendo che non gli importava di ciò che stava compiendo, poiché avrebbe sicuramente ottenuto una "bella". Questa spiegazione è confermata dal fatto che Durán ebbe problemi alimentari prima del match, raggiungendo la folle quota di 200 libbre un mese prima del match, ma c'è ancora chi crede che Durán avesse abbandonato perché infastidito dalla boxe di Leonard. Durán spiegò più volte che non pronunciò mai la frase "No más" ("Non ho mai detto "No Más". Come avrebbe potuto Howard Cosell sentirmi, se era dall'altra parte del ring?") "I never said no más, how could (television broadcaster) Howard Cosell hear what I was saying, he was on the other side of the ring."

## La sfida contro "Hitman"
Riconquistato il titolo, Leonard lo difende vittoriosamente una volta, per poi conquistare contro il duro Ayub Kalule (36-0-0) il titolo dei superwelter con un KO tecnico alla nona ripresa. Subito dopo la conquista del titolo il promoter di Leonard si accorda per un incontro di riunificazione contro l'arcirivale Thomas "Hitman" Hearns, detentore della cintura WBA dei pesi welter con un record di 32 vittorie con 30 KO. Il supermatch, fissato il 16 settembre 1981, riservò già una sorpresa alle operazioni di peso quando Hearns si presentò sotto il limite di peso di una libbra, suscitando dubbi sul fatto che si potesse essere sovra-allenato. Ad ogni modo Hearns, temibile picchiatore dotato di ottima tecnica, godeva dei favori del pronostico. Il match cominciò con un dominio iniziale di Hearns, forte di un allungo maggiore, che vinse le prime quattro riprese. Nei round centrali Leonard iniziò a far uso del gancio sinistro in maniera quasi ossessiva. Verso il nono round però, Hearns tornò in partita colpendo ripetutamente Leonard all'occhio sinistro, fino a chiuderglielo quasi completamente. La svolta del match si ebbe nell'intervallo fra il tredicesimo ed il quattordicesimo round, quando Angelo Dundee gridò a Leonard "you're blowing it!": Hearns, in vantaggio di punti, per cui gli sarebbe bastato girare attorno a Leonard per portare a casa il match, fu travolto dalla furia di Leonard che lo mandò al tappeto, provocando l'intervento dell'arbitro per salvaguardarne l'incolumità. Leonard diventò così Undisputed Champ, detenendo sia la cintura WBC che la cintura WBA dei pesi welter.

## Il primo ritiro e il seguente ritorno
Ray Leonard è nominato dal prestigioso Ring Magazine Fighter Of Year del 1981 e la splendida battaglia contro Thomas Hearns è dichiarata match dell'anno. Leonard vince una difesa del suo doppio titolo mondiale nel 1982 contro Bruce Finch e programma un'altra difesa pochi mesi dopo: il match fu tuttavia cancellato poiché pochi giorni prima Ray Leonard non aveva superato le visite mediche per un distacco della retina causato dai ripetuti colpi ricevuti da Hearns. Leonard, col serio rischio di diventar cieco da un occhio, nel 1982, a soli 26 anni, decise di ritirarsi, e lo annunciò salutando nel suo discorso di addio un oramai improbabile match contro il campione dei pesi medi, Marvin Hagler. Leonard cominciò a lavorare per la HBO come commentatore, e nel 1984 sua moglie diede alla luce un secondo figlio. La vita di Ray Leonard, però, per sua stessa ammissione, uscì dai binari a causa dello sconforto di non poter combattere. Invischiato nel mondo della cocaina e dell'alcol, Ray Leonard decise di tornare all'unica vita conosciuta, la palestra. Nel dicembre del 1983 annunciò il suo ritorno, citando fra i possibili avversari Marvin Hagler, Aaron Pryor, Thomas Hearns e ancora Roberto Durán. Ostacolato dalla critica, che gli imputava di prendersi rischi inutili, Leonard posticipò più volte, fino a metà del 1984, il match di rientro contro un semisconosciuto Kewin Howard. In un match forse più equilibrato del previsto, Leonard nel corso della quarta ripresa fu messo al tappeto dall'avversario, suscitando non poco clamore tra il pubblico e gli addetti ai lavori. Peraltro, la generale sua superiorità gli permise di superare l'avversario costringendo l'arbitro a fermare il match nel corso della nona ripresa. 
Poco soddisfatto della propria prestazione, Leonard dichiarò una seconda volta il suo ritiro dalla boxe nel corso della conferenza stampa del dopo-match.

## Il Superfight
Leonard decise di tornare a fare il commentatore per la HBO. Fu più volte chiamato a commentare i match di Marvin Hagler, indiscusso campione da 5 anni dei pesi medi, vincitore con un clamoroso KO alla terza ripresa su Thomas Hearns e su Roberto Durán. Nel 1987, incredibilmente, Ray Leonard decise, a trent'anni, di tornare per combattere l'uomo che gli aveva rubato la gloria. Giudicato un "folle" dalla maggioranza dei media, Leonard insistette per disputare un match contro il possessore della tripla corona dei pesi medi (IBF, WBC e WBA) e il campione trentaduenne (2-2-62) accettò il match. Il match fu programmato per il 6 aprile 1987 al Caesars Palace a Las Vegas. Allenato ancora una volta da Angelo Dundee, Ray Leonard rispolverò la vecchia tattica usata durante il secondo match contro Durán: perenne movimento, uso ossessivo del jab e rifiuto totale dello scontro diretto. Nonostante questo Marvin Hagler riuscì più volte a colpire Leonard duramente: a ciò Leonard rispondeva con micidiali, velocissime serie a due mani. Alla campana finale la percezione che il match fosse in totale parità era netta, ma per Split Decision (115-113, 113-115, 110-118) fu dichiarato vincitore Leonard. Il risultato è ancora oggi dibattuto, ma soprattutto non fu mai digerito da Marvin Hagler che per protesta, sentendosi derubato, si ritirò dalla boxe.

## Le rivincite contro i vecchi avversari
Più di un anno dopo, nel novembre 1988, Leonard fece sua la cintura dei supermedi versione WBC contro Donny Lalonde (31-2-0) in un match molto violento in cui l'ex campione olimpico subì un profondo taglio al naso. Il match era valido anche per la corona WBC dei mediomassimi, a causa di una bizzarra clausola contrattuale. Leonard, primo nella storia, diventò così campione in 5 diverse categorie. Sette mesi dopo Leonard incontrò nuovamente Thomas Hearns, sette anni dopo il loro primo match al limite dei supermedi: atterrato due volte, Leonard riuscì a strappare un pareggio (a detta dei più immeritato) in virtù di una tattica intelligente con cui talvolta imponeva la sua scherma all'aggressivo pugile di Detroit. Leonard stesso un anno dopo, su ESPN, ammise, di fronte ad Hearns "one for you, one for me". Dopo il match contro Hearns si disputò la "bella" contro il vecchio nemico Roberto Durán (il cui record in quel momento era fermo ad un 87-5-0) al limite dei pesi medi: Leonard fece suo il match con una meritata ma noiosa vittoria ai punti contro un avversario spento.

## I dolorosi ritorni
Nel 1990, a 33 anni, Ray Leonard rimase inattivo. Nel 1991 annunciò il suo ennesimo ritorno contro il campione dei pesi superwelter Terry Norris (26-3-0) in un match valido per il titolo WBC. Messo knock down nel secondo e nel settimo round, Ray Leonard con forza e coraggio resistette fino ad arrivare ad ascoltare in piedi il verdetto di sconfitta ai punti (103-119, 104-120, 110-116). La stessa notte Leonard annunciò il suo ennesimo ritiro. In quel momento il suo record era di 36 vittorie e due sconfitte. Dopo il disastroso match contro il non irresistibile Norris, per Leonard cominciò un periodo buio in cui perdette il lavoro come commentatore alla HBO. Cadde nuovamente nella droga e fra il 1992 e il 1996 diventò cocainomane lasciandosi trascinare in episodi di violenza contro la moglie, da cui divorzierà nel 1993. Pochi mesi dopo sposò Bernardette Robi. Nel 1997, a 40 anni, Leonard provò l'ennesimo ritorno contro Hector "Macho" Camacho (62-3-1): la sconfitta in cinque round fu così umiliante e bruciante che Ray Leonard annunciò il suo definitivo ed ultimo ritiro poche ore dopo il match.

## Leonard oggi
Sugar Ray Leonard è uscito dalla dipendenza dalla droga e oggi si dichiara un uomo felice. Ha infatti ritrovato nella boxe, come promoter e leggenda vivente, un ruolo importante: tutela e istruisce i giovani che incrociano i guanti per le prime volte in palestra.

## Risultati nel pugilato
| N. | Risultato | Record | Avversario           | Tipo | Round, tempo  | Data              | Località                                                 | Note                                                                                  |
| -- | --------- | ------ | -------------------- | ---- | ------------- | ----------------- | -------------------------------------------------------- | ------------------------------------------------------------------------------------- |
| 40 | Sconfitta | 36–3–1 | Héctor Camacho       | TKO  | 5 (12), 1:08  | 1 marzo 1997      | Convention Hall, Atlantic City, New Jersey               | Per il titolo IBC dei pesi medi                                                       |
| 39 | Sconfitta | 36–2–1 | Terry Norris         | UD   | 12            | 9 febbraio 1991   | Madison Square Garden, New York, New York                | Per il titolo WBC dei pesi mediomassimi                                               |
| 38 | Vittoria  | 36–1–1 | Roberto Durán        | UD   | 12            | 7 dicembre 1989   | The Mirage, Paradise, Nevada                             | Difende titolo WBC super dei pesi medi                                                |
| 37 | Pareggio  | 35–1–1 | Thomas Hearns        | SD   | 12            | 12 gennaio 1989   | Caesars Palace, Paradise, Nevada                         | Difende titoli WBC super pesi medi; Per il titolo WBO super pesi medi                 |
| 36 | Vittoria  | 35–1   | Donny Lalonde        | TKO  | 9 (12), 2:30  | 7 novembre 1988   | Caesars Palace, Paradise, Nevada                         | Vince titoli WBC pesi mediomassimi e WBC super pesi medi                              |
| 35 | Vittoria  | 34–1   | Marvin Hagler        | SD   | 12            | 6 aprile 1987     | Caesars Palace, Paradise, Nevada                         | Vince titoli WBC, The Ring, e Lineare dei pesi medi                                   |
| 34 | Vittoria  | 33–1   | Kevin Howard         | TKO  | 9 (10), 2:27  | 11 maggio 1984    | Centrum, Worcester, Massachusetts                        |                                                                                       |
| 33 | Vittoria  | 32–1   | Bruce Finch          | TKO  | 3 (15), 1:50  | 15 febbraio 1982  | Centennial Coliseum, Reno, Nevada                        | Difende titoli WBA, WBC, The Ring, e Lineare dei pesi welter                          |
| 32 | Vittoria  | 31–1   | Thomas Hearns        | TKO  | 14 (15), 1:45 | 16 settembre 1981 | Caesars Palace, Paradise, Nevada                         | Difende titoli WBC, The Ring, e Lineare pesi welter; Vince titolo WBA dei pesi welter |
| 31 | Vittoria  | 30–1   | Ayub Kalule          | TKO  | 9 (15), 3:06  | 25 giugno 1981    | Astrodome, Houston, Texas                                | Vince titoli WBA, The Ring, e Lineare dei pesi mediomassimi                           |
| 30 | Vittoria  | 29–1   | Larry Bonds          | TKO  | 10 (15), 2:22 | 28 marzo 1981     | Carrier Dome, Syracuse, New York                         | Difende titoli WBC, The Ring, e Lineare dei pesi welter                               |
| 29 | Vittoria  | 28–1   | Roberto Durán        | TKO  | 8 (15), 2:44  | 25 novembre 1980  | Superdome, New Orleans, Louisiana                        | Vince titoli WBC, The Ring, e Lineare dei pesi welter                                 |
| 28 | Sconfitta | 27–1   | Roberto Durán        | UD   | 15            | 20 giugno 1980    | Olympic Stadium, Montréal, Québec, Canada                | Perde titoli WBC, The Ring, e Lineare dei pesi welter                                 |
| 27 | Vittoria  | 27–0   | Dave Boy Green       | KO   | 4 (15), 2:27  | 31 marzo 1980     | Capital Centre, Landover, Maryland                       | Difende titoli WBC, The Ring, e Lineare dei pesi welter                               |
| 26 | Vittoria  | 26–0   | Wilfred Benítez      | TKO  | 15 (15), 2:54 | 30 novembre 1979  | Caesars Palace, Paradise, Nevada                         | Vince titoli WBC, The Ring, e Lineare dei pesi welter                                 |
| 25 | Vittoria  | 25–0   | Andy Price           | KO   | 1 (12), 2:52  | 28 settembre 1979 | Caesars Palace, Paradise, Nevada                         | Difende titolo NABF pesi welter                                                       |
| 24 | Vittoria  | 24–0   | Pete Ranzany         | TKO  | 4 (12), 2:41  | 12 agosto 1979    | Template:Small                                           | Vince titolo NABF dei pesi welter                                                     |
| 23 | Vittoria  | 23–0   | Tony Chiaverini      | RTD  | 4 (10)        | 24 giugno 1979    | Caesars Palace, Paradise, Nevada                         |                                                                                       |
| 22 | Vittoria  | 22–0   | Marcos Geraldo       | UD   | 10            | 20 maggio 1979    | Riverside Centroplex, Baton Rouge, Louisiana             |                                                                                       |
| 21 | Vittoria  | 21–0   | Adolfo Viruet        | UD   | 10            | 21 aprile 1979    | Dunes, Paradise, Nevada                                  |                                                                                       |
| 20 | Vittoria  | 20–0   | Daniel Aldo Gonzalez | TKO  | 1 (10), 2:03  | 24 marzo 1979     | Community Center, Tucson, Arizona                        |                                                                                       |
| 19 | Vittoria  | 19–0   | Fernand Marcotte     | TKO  | 8 (10), 2:33  | 11 febbraio 1979  | Convention Center, Miami Beach, Florida                  |                                                                                       |
| 18 | Vittoria  | 18–0   | Johnny Gant          | TKO  | 8 (12), 2:57  | 11 gennaio 1979   | Capital Centre, Landover, Maryland                       |                                                                                       |
| 17 | Vittoria  | 17–0   | Armando Muniz        | RTD  | 6 (10), 3:00  | 9 dicembre 1978   | Civic Center, Springfield, Massachusetts                 |                                                                                       |
| 16 | Vittoria  | 16–0   | Bernardo Prada       | UD   | 10            | 3 novembre 1978   | Cumberland County Civic Center, Portland, Maine          |                                                                                       |
| 15 | Vittoria  | 15–0   | Randy Shields        | UD   | 10            | 6 ottobre 1978    | Civic Center, Baltimora, Maryland                        |                                                                                       |
| 14 | Vittoria  | 14–0   | Floyd Mayweather Sr. | TKO  | 10 (10), 2:16 | 9 settembre 1978  | Civic Center, Providence, Rhode Island                   |                                                                                       |
| 13 | Vittoria  | 13–0   | Dicky Eklund         | UD   | 10            | 18 luglio 1978    | John B. Hynes Memorial Auditorium, Boston, Massachusetts |                                                                                       |
| 12 | Vittoria  | 12–0   | Rafael Rodriguez     | UD   | 10            | 3 giugno 1978     | Civic Center, Baltimora, Maryland                        |                                                                                       |
| 11 | Vittoria  | 11–0   | Randy Milton         | TKO  | 8 (10), 2:55  | 13 maggio 1978    | Memorial Auditorium, Utica, New York                     |                                                                                       |
| 10 | Vittoria  | 10–0   | Bobby Haymon         | RTD  | 3 (10)        | 13 aprile 1978    | Capital Centre, Landover, Maryland                       |                                                                                       |
| 9  | Vittoria  | 9–0    | Javier Muniz         | KO   | 1 (8), 2:45   | 19 marzo 1978     | Veterans Memorial Coliseum, New Haven, Connecticut       |                                                                                       |
| 8  | Vittoria  | 8–0    | Art McKnight         | TKO  | 7 (8), 1:52   | 1 marzo 1978      | Hara Arena, Dayton, Ohio                                 |                                                                                       |
| 7  | Vittoria  | 7–0    | Rocky Ramon          | UD   | 8             | 4 febbraio 1978   | Civic Center, Baltimora, Maryland                        |                                                                                       |
| 6  | Vittoria  | 6–0    | Hector Diaz          | KO   | 2 (8), 2:20   | 17 dicembre 1977  | D.C. Armory, Washington                                  |                                                                                       |
| 5  | Vittoria  | 5–0    | Augustin Estrada     | KO   | 6 (8), 1:54   | 5 novembre 1977   | Caesars Palace, Paradise, Nevada                         |                                                                                       |
| 4  | Vittoria  | 4–0    | Frank Santore        | KO   | 5 (8), 2:55   | 24 settembre 1977 | Civic Center, Baltimora, Maryland                        |                                                                                       |
| 3  | Vittoria  | 3–0    | Vinnie DeBarros      | TKO  | 3 (6), 1:59   | 10 giugno 1977    | Civic Center, Hartford, Connecticut                      |                                                                                       |
| 2  | Vittoria  | 2–0    | Willie Rodriguez     | UD   | 6             | 14 maggio 1977    | Civic Center, Baltimora, Maryland                        |                                                                                       |
| 1  | Vittoria  | 1–0    | Luis Vega            | UD   | 6             | 5 febbraio 1977   | Civic Center, Baltimora, Maryland                        |                                                                                       |